# Richard Kelly
Richard Kelly (ur. 28 marca 1975 w Newport News, w Wirginii) – amerykański reżyser, scenarzysta i producent filmowy.

## Elementy biograficzne
Kelly jest absolwentem wydziału filmowego w University of Southern California (uzyskał dyplom tej najstarszej i najbardziej prestiżowej amerykańskiej szkoły filmowej w roku 1997). Napisał scenariusz do filmu Donnie Darko w ciągu kilku tygodni, jednak zajęło mu wiele lat uzyskanie funduszy na produkcję projektu, który doszedł do skutku dzięki kontraktowi podpisanemu z hollywoodzką Creative Artists Agency. Donnie Darko uczynił Kelly’ego jedną z najbardziej obiecujących postaci amerykańskiego kina niezależnego.
Po sukcesie tego pierwszego filmu długometrażowego, Kelly pracował nad nowymi scenariuszami, oraz uczestniczył w pisaniu scenariusza do filmu Domino Tony’ego Scotta. Jego Southland Tales zostało zaprezentowane w 2006 roku na festiwalu w Cannes (w głównym konkursie). Wobec nieprzychylnego przyjęcia, film został znacznie skrócony. Wszedł do dystrybucji w USA, Kanadzie i Wielkiej Brytanii; pokazywany był jednak na bardzo niewielu ekranach (w 63 kinach w USA). W marcu 2008, film ukazał się w wersji DVD.
W latach 2007–2008 Kelly napisał i wyreżyserował film The Box. Pułapka, którego jest też, po raz pierwszy, producentem; założył własną agencję produkcji filmów, Darko Entertainment, wraz z Seanem McKittrickiem. Film miał premierę 4 listopada 2009 roku we Francji, i 6 listopada w USA. The Box. Pułapka jest adaptacją noweli Button, Button Richarda Mathesona z 1970 roku. W rolach głównych występują James Marsden i Cameron Diaz.

## Filmografia
Jako reżyser:
- 2009 – The Box. Pułapka
- 2006 – Southland Tales
- 2001 – Donnie Darko
- 1997 – Visceral Matter (film krótkometrażowy)
- 1996 – The Goodbye Place (film krótkometrażowy)